# Krisztián Grecsó
Krisztián Grecsó [ˈkristiaːn ˈɡrɛʧoː] (* 18. května 1976 Szegvár) je maďarský spisovatel a novinář. V letech 2001–2006 pracoval jako redaktor časopisu Bárka, od roku 2007 byl šéfredaktorem Nők Lapja (List žen). Pravidelně přispívá do týdeníku Élet és Irodalom (Život a literatura), k jehož kmenové redakci už devátým rokem patří. Je také viceprezidentem Společnosti beletristů.

## Dílo
Ve své tvorbě se věnuje zejména zobrazení života na maďarském venkově, k němuž zpravidla přistupuje s absurdním humorem a ironií. I kvůli tomu se jeho prozaická prvotina, sbírka povídek Pletykaanyu (Drbmáma, 2001), dočkala poměrně kontroverzního přijetí. Sousedé, kteří zjevně posloužily coby předlohy některých postav, se ve zobrazené knize rozpoznali a autora a nakladatelství zažalovali pro urážku na cti.
V češtině vyšly zatím dva jeho romány, Buď vítán (2008) a Taneční škola (2011), obě v edici NEEWIT nakladatelství Kniha Zlín.

### Poezie
- Vízjelek a honvágyról (poezie, 1996)
- Angyalkacsinálás (poezie, 1999)

### Próza
- Pletykaanyu (Matka-pletichářka / Drbmáma, povídky, 2001)
- Isten hozott (román, 2005; česky Buď vítán, 2008. Překlad: Ana Okrouhlá)
- Tánciskola (román, 2008; česky Taneční škola, 2011. Překlad: Ana Okrouhlá)
- Mellettem elférsz (Vejdeš se ke mně, román, 2011)
- Megyek utánad (Jdu za tebou, román, 2014)
- Jelmezbál (Maškarní ples, román, 2016)
- Harminc év napsütés (Třicet let slunečního svitu, fejetony / humorné příběhy, 2017)
- Vera (Vera, román, 2019)

### Filmové scénáře a dramata
- Hasutasok (filmový scénář, 2006; režie: András Szöke)
- Megy a gőzös (filmový scénář, 2007; režie Róbert Koltai)
- Cigányok (Cikáni, drama, 2010)